# .info

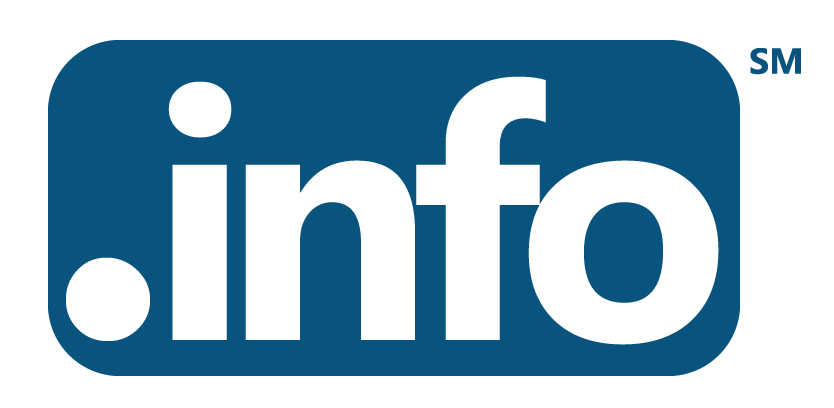
로고.

도메인 이름 info는 인터넷 도메인 네임 시스템(DNS)의 일반 최상위 도메인(gTLD)이다. 이 이름은 정보의 영어 낱말인 인포메이션(information)에서 비롯된 것이지만 도메인 등록 시에는 특별한 주제의 기술이 필요하지는 않는다.
info TLD는 2000년 말 ICANN의 7가지 새로운 일반 최상위 도메인의 공표에 대한 응답의 결과물이다. 이 사건은 1980년대에 DNS가 개발된 이후 최초의 주된 gTLD 추가라 할 수 있다. 180개 이상의 제안 중에 선별된 7개의 새로운 gTLD들은 com 도메인의 압박감을 덜기 위한 것들의 일부로 볼 수 있다.
info 도메인은 2008년 4월 기준으로 5,200,000개 이상의 도메인 이름을 보유할 만큼 7가지 신규 도메인 이름 중 가장 성공적이다. 미국의 9·11 테러 이후 뉴욕의 메트로폴리탄 트랜스포테이션 오소리티는 사이트 이름을 기억하기 더 쉽게 하기 위해 mta.info 웹사이트로 전환하여 사용자들이 해당 지역의 교통 서비스에 대한 스케줄과 경로 변경사항의 최신 정보를 받을 수 있게 하였다. ICANN과 Afilias는 01.92 결의안 하에 ICANN가 국가명을 보존할 것을 동의하였다.
info는 특별한 제약이 없는 도메인으로서, com, net, org 도메인과 비슷하게 누구든지 어떠한 목적으로든 info 하의 2단계 도메인을 취득할 수 있다. 이는 edu나 coop와 같은 TLD와는 대조된다. Info는 제한없이 사용하기 위해 명시적으로 만들어진 유일한 최상위 도메인이지만 그 밖의 여러 TLD들은 실질적인 상황에 맞추어 사용된다. Info는 약 37개 언어로 "information"를 대표하며 중립적인 이름이다.

## 역사
info 도메인은 생성 이후 Afilias에 의해 운영되고 있다. 2003년에 IETF 표준 기반의 국제화 도메인 네임을 지원하기 위한 최초의 gTLD 도메인이었다.